# Pseudolasius minor
Pseudolasius minor é uma espécie de formiga do gênero Pseudolasius, pertencente à subfamília Formicinae.